# Quebec Magnetic
Quebec Magnetic – wydawnictwo koncertowe thrash metalowej grupy Metallica, zarejestrowane podczas dwóch występów zespołu w Colisée Pepsi w Quebec w dniach 31 października i 1 listopada 2009 roku, obejmujących trasę koncertową World Magnetic Tour. Album został wydany 11 grudnia 2012 roku przez należącą do Metalliki wytwórnię płytową, Blackened Recordings.
22 października 2012 roku opublikowana została lista utworów, data premiery oraz okładka albumu, zaś 19 listopada udostępniono 33-sekundową zapowiedź albumu.
Album został sprzedany w liczbie 14 tysięcy egzemplarzy w pierwszym tygodniu od ukazania się na rynku muzycznym oraz uplasował się na 2. miejscu Billboard Top Music Videos Chart.

## Lista utworów
Opracowano na podstawie materiału źródłowego.
| DVD 1 | DVD 1                       | DVD 1                                                       | DVD 1   |
| Nr    | Tytuł utworu                | Autorzy                                                     | Długość |
| ----- | --------------------------- | ----------------------------------------------------------- | ------- |
| 1.    | „The Ecstasy of Gold”       | Ennio Morricone                                             | 1:36    |
| 2.    | „That Was Just Your Life”   | James Hetfield, Lars Ulrich, Kirk Hammett, Robert Trujillo  | 7:08    |
| 3.    | „The End of the Line”       | Hetfield, Ulrich, Hammett, Trujillo                         | 7:46    |
| 4.    | „The Four Horsemen”         | Hetfield, Ulrich, Dave Mustaine                             | 5:27    |
| 5.    | „The Shortest Straw”        | Hetfield, Ulrich                                            | 6:09    |
| 6.    | „One”                       | Hetfield, Ulrich                                            | 7:54    |
| 7.    | „Broken, Beat & Scarred”    | Hetfield, Ulrich, Hammett, Trujillo                         | 8:25    |
| 8.    | „My Apocalypse”             | Hetfield, Ulrich, Hammett, Trujillo                         | 6:45    |
| 9.    | „Sad but True”              | Hetfield, Ulrich                                            | 6:00    |
| 10.   | „Welcome Home (Sanitarium)” | Hetfield, Ulrich, Hammett                                   | 6:10    |
| 11.   | „The Judas Kiss”            | Hetfield, Ulrich, Hammett, Trujillo                         | 9:48    |
| 12.   | „The Day That Never Comes”  | Hetfield, Ulrich, Hammett, Trujillo                         | 7:58    |
| 13.   | „Master of Puppets”         | Hetfield, Ulrich, Cliff Burton, Hammett                     | 8:05    |
| 14.   | „Battery”                   | Hetfield, Ulrich                                            | 7:05    |
| 15.   | „Nothing Else Matters”      | Hetfield, Ulrich                                            | 5:47    |
| 16.   | „Enter Sandman”             | Hetfield, Ulrich, Hammett                                   | 8:49    |
| 17.   | „Killing Time”              | Vivian Campbell, Trevor Fleming, Raymond Haller, Davy Bates | 2:55    |
| 18.   | „Whiplash”                  | Hetfield, Ulrich                                            | 7:05    |
| 19.   | „Seek & Destroy”            | Hetfield, Ulrich                                            | 14:01   |
|       |                             |                                                             | 2:14:53 |

| DVD 2 | DVD 2                     | DVD 2                                    | DVD 2   |
| Nr    | Tytuł utworu              | Autorzy                                  | Długość |
| ----- | ------------------------- | ---------------------------------------- | ------- |
| 1.    | „For Whom the Bell Tolls” | Hetfield, Ulrich, Burton                 | 5:06    |
| 2.    | „Holier Than Thou”        | Hetfield, Ulrich                         | 3:46    |
| 3.    | „Cyanide”                 | Hetfield, Ulrich, Hammett, Trujillo      | 6:58    |
| 4.    | „Turn the Page”           | Bob Seger                                | 5:18    |
| 5.    | „All Nightmare Long”      | Hetfield, Ulrich, Hammett, Trujillo      | 7:52    |
| 6.    | „Damage, Inc.”            | Hetfield, Ulrich, Burton, Hammett        | 5:19    |
| 7.    | „Breadfan”                | Burke Shelley, Tony Bourge, Ray Phillips | 4:09    |
| 8.    | „Phantom Lord”            | Hetfield, Ulrich, Mustaine               | 3:38    |
|       |                           |                                          | 42:06   |

## Twórcy
- James Hetfield – wokal prowadzący, gitara rytmiczna
- Lars Ulrich – perkusja
- Kirk Hammett – gitara prowadząca
- Robert Trujillo – gitara basowa

## Pozycje na listach
| Notowania                            | Najwyższa pozycja |
| ------------------------------------ | ----------------- |
| Węgry Hungarian Albums Chart         | 35                |
| US. Billboard Top Music Videos Chart | 2                 |

## Certyfikaty i sprzedaż
| Kraj             | Certyfikat      | Sprzedaż |
| ---------------- | --------------- | -------- |
| Australia (ARIA) | platynowa płyta | 15 000+  |
| Polska (ZPAV)    | platynowa płyta | 10 000+  |